# Atsuko Hirayanagi
Atsuko Hirayanagi (Nagano, 2 de agosto de 1975) é uma cineasta japonesa.